# Riodininae
Le Riodininae Grote, 1895 sono una sottofamiglia di lepidotteri appartenente alla famiglia Riodinidae. L'unica specie europea è la lucina o duca di Borgogna (Hamearis lucina).

## Tassonomia
La sottofamiglia Riodininae comprende i seguenti generi:
- Abisara Felder & Felder, 1860.
- Adelotypa Warren, 1895.
- Alesa Doubleday, 1847.
- Amarynthis Hübner, 1819.
- Amphiselenis Staudinger, 1888.
- Ancyluris Hübner, 1819.
- Anteros Hübner, 1819.
- Apodemia Felder & Felder, 1865.
- Archaeonympha Hall, 1998.
- Argyrogrammana Strand, 1932.
- Aricoris Westwood, 1851.
- Astraeodes Staudinger, 1887.
- Audre Hemming, 1934.
- Baeotis Hübner, 1819.
- Barbicornis Godart, 1824.
- Behemothia Hall, 2000.
- Brachyglenis Felder & Felder, 1862.
- Calephelis Grote & Robinson, 1869.
- Calicosama Hall & Harvey, 2001.
- Callistium Stichel, 1911.
- Calociasma Stichel, 1910.
- Calospila Geyer, 1832.
- Calydna Doubleday, 1847.
- Caria Hübner, 1823.
- Cariomothis Stichel, 1910.
- Cartea Kirby, 1871.
- Catocyclotis Stichel, 1911.
- Chalodeta Stichel, 1910.
- Chamaelimnas Felder & Felder, 1865.
- Charis Hübner, 1819.
- Chimastrum Godman & Salvin, 1886.
- Chorinea Gray, 1832.
- Colaciticus Stichel, 1910.
- Comphotis Stichel, 1910.
- Corrachia Schaus, 1913.
- Cremna Doubleday, 1847.
- Cricosoma Felder & Felder, 1865.
- Crocozona Felder & Felder, 1865.
- Cyrenia Westwood, 1851.
- Dachetola Hall, 2001.
- Detritivora Hall & Harvey, 2002.
- Dianesia Harvey & Clench, 1980.
- Dicallaneura Butler, 1867.
- Dodona Hewitson, 1861.
- Dysmathia Bates, 1868.
- Ematurgina Röber, 1903.
- Emesis Fabricius, 1807.
- Esthemopsis Felder & Felder, 1865.
- Eucorna Strand, 1932.
- Eunogyra Westwood, 1851.
- Eurybia Illiger, 1807.
- Euselasia Hübner, 1819.
- Exoplisia Godman & Salvin, 1886.
- Hades Westwood, 1851.
- Hamearis Hübner, 1819.
- Helicopis Fabricius, 1807.
- Hermathena Hewitson, 1874.
- Hopfferia Staudinger, 1888.
- Hyphilaria Hübner, 1819.
- Hypophylla Boisduval, 1836.
- Imelda Hewitson, 1870.
- Isapis Doubleday, 1847.
- Ithomeis Bates, 1862.
- Ithomiola Felder & Felder, 1865.
- Juditha Hemming, 1964.
- Lasaia Bates, 1868.
- Laxita Butler, 1879.
- Lemonias Hübner, 1807.
- Leucochimona Stichel, 1909.
- Lucillella Strand, 1932.
- Lyropteryx Westwood, 1851.
- Machaya Hall & Willmott, 1995.
- Melanis Hübner, 1819.
- Menander Hemming, 1939.
- Mesene Doubleday, 1847.
- Mesenopsis Godman & Salvin, 1886.
- Mesophthalma Westwood, 1851.
- Mesosemia Hübner, 1819.
- Metacharis Butler, 1867.
- Methone Doubleday, 1847.
- Monethe Westwood, 1851.
- Mycastor Callaghan, 1983.
- Nahida Kirby, 1871.
- Napaea Hübner, 1819.
- Necyria Westwood, 1851.
- Notheme Westwood, 1851.
- Nymphidium Fabricius, 1807.
- Ourocnemis Baker, 1887.
- Pachythone Bates, 1868.
- Panara Doubleday, 1847.
- Panaropsis Hall, 2002.
- Pandemos Hübner, 1819.
- Paralaxita Eliot, 1978.
- Parcella Stichel, 1910.
- Periplacis Geyer, 1837.
- Perophthalma Westwood, 1851.
- Phaenochitonia Stichel, 1910.
- Pheles Herrich-Schäffer, 1858.
- Pirascca Hall & Willmott, 1996.
- Pixus Callaghan, 1982.
- Polycaena Staudinger, 1886.
- Praetaxila Fruhstorfer, 1914.
- Protonymphidia Hall, 2000.
- Pseudonymphidia Callaghan, 1985.
- Pseudotinea Hall & Callaghan, 2003.
- Pterographium Stichel, 1910.
- Rhetus Swainson, 1829.
- Riodina Westwood, 1851.
- Rodinia Westwood, 1851.
- Roeberella Strand, 1932.
- Saribia Butler, 1878.
- Sarota Westwood, 1851.
- Seco Hall & Harvey, 2002.
- Semomesia Westwood, 1851.
- Setabis Westwood, 1851.
- Siseme Westwood, 1851.
- Stalachtis Hübner, 1818.
- Stiboges Butler, 1876.
- Stichelia Zikán, 1949.
- Styx Staudinger, 1875.
- Symmachia Hübner, 1819.
- Synargis Hübner, 1819.
- Syrmatia Hübner, 1819.
- Takashia Okano & Okano.
- Taxila Doubleday, 1847.
- Teratophthalma Stichel, 1909.
- Themone Westwood, 1851.
- Theope Doubleday, 1847.
- Thisbe Hübner, 1819.
- Thysanota Stichel, 1910.
- Voltinia Stichel, 1910.
- Xenandra Felder & Felder, 1865.
- Xynias Hewitson, 1874.
- Zabuella Stichel, 1911.
- Zelotaea Bates, 1868.
- Zemeros Boisduval, 1836.

### Alcune specie
- Ancyluris meliboeus
- Mesene phareus